# Cérilly (Yonne)
Cérilly település Franciaországban, Yonne megyében. Lakosainak száma 50 fő (2022. január 1.). Cérilly Bérulle, Rigny-le-Ferron, Coulours és Fournaudin községekkel határos.

## Népesség
A település népességének változása:
| Lakosok száma | 36   | 39   | 41   | 40   | 39   | 39   | 43   | 46   | 50   |
|               | 2013 | 2015 | 2016 | 2017 | 2018 | 2019 | 2020 | 2021 | 2022 |